# Manfred Osthaus
Manfred-Ernst Osthaus (* 30. Dezember 1933 in Rotenburg (Wümme); † 24. Januar 2012 in Bremen) war ein deutscher Architekt, Stadtplaner und Staatsrat (SPD) in Bremen.

## Biografie
Osthaus war ein Enkel des Mäzens und Kunstsammlers Karl Ernst Osthaus. Er legte seine Abiturprüfung in Bremen ab und studierte anschließend Architektur an der Technischen Universität Berlin. Sein Diplom erwarb er 1961, sein zweites Staatsexamen 1964 im Bereich Städtebau beim Bausenator in Berlin. Anschließend erhielt er ein Stipendium für einen Arbeitsaufenthalt in England. 1965 bis 1969 war er Leiter des Planungsamtes der Stadt Hameln. Dabei war die Sanierung der Altstadt ein wesentlicher Arbeitsschwerpunkt.
1970 wechselte er als Stadtbaurat in die Verwaltung der neugegründeten Stadt Norderstedt bei Hamburg, wo er bis 1976 tätig war. Danach arbeitete Osthaus für drei Jahre als freier Stadtplaner; unter anderem erstellte er 1977 für den Bremer Bausenator eine Pilotstudie zur städtebaulichen Entwicklung von Horn-Lehe West, die sogenannte und in der Folge viel umstrittene „Osthaus-“ bzw. „Hollerland-Studie“.
1979 wurde Osthaus zum Stadtbaurat in Hagen berufen. In dieser Position verblieb er bis 1989. In diesen zehn Jahren wirkte er u. a. darauf hin, dass der Hohenhof, das von Henry van de Velde als Gesamtkunstwerk gestaltete Wohnhaus von Karl Ernst Osthaus innerhalb der Gartenstadt Hohenhagen, saniert und 1984 wieder der Öffentlichkeit zugänglich gemacht wurde.
1989 wurde Osthaus vom Bremer Senat zum Staatsrat beim Bausenator berufen. Er war Vertreter von Senator Konrad Kunick (SPD) und ab 1991 von Senatorin Eva-Maria Lemke (SPD). Dieses Amt hatte er bis 1993 inne.
Osthaus war in 1. Ehe verheiratet mit Veronica Laudan (geb. Reitz).
In 2. Ehe war er mit Hilde Osthaus-Fehrmann († 1997) verheiratet.
Aus der 1. Ehe stammen die beiden Söhne Matthias Osthaus und Christof Osthaus.

## Ehrenamtliche Tätigkeiten
Osthaus engagierte sich in der Flüchtlingshilfe und der Friedensarbeit. Er war von 1997 bis 2008 Vorsitzender der Bremischen Stiftung für Rüstungskonversion und Friedensforschung sowie Vorstand des Bremer Friedensforums.
Er war aktiv in kulturellen Institutionen wie der Henry-van-de-Velde-Gesellschaft (Vorstand) sowie dem Essener Museum Folkwang, welches von seinem Großvater Karl Ernst Osthaus begründet wurde. Im Museum Folkwang war er von 1979 bis zu seinem Tode Mitglied des Kuratoriums, wo er die Erben Osthaus vertrat.

## Publikationen (Auswahl)
- Verteidigung demokratischer, sozialer und ökologischer Grundsätze im Angesicht der fortschreitenden Globalisierung. In: Gustav Heinemann-Initiative, Ulrich Finckh (Hrsg.): Für Freiheit und soziale Gerechtigkeit. Radius-Verlag, Stuttgart 1997, ISBN 3-87173-134-X, S. 36–45.
- Hohenhagen – ein Schritt auf dem Weg zur neuen Stadt? In: Karl-Ernst-Osthaus-Museum, Birgit Schulte (Hrsg.): Henry van de Velde in Hagen. Neuer Folkwang Verlag, Hagen 1992, ISBN 3-926242-11-6, S. 205–209.
- Aufbruch in die Moderne – Henry van de Velde und seine Zeitgenossen. In: Birgit Schulte (Hrsg.): "Für den neuen Stil kämpfen...." Henry van de Veldes Beitrag zum Start in die Moderne, Neuer Folkwang Verlag, Hagen 2003, S. 7–22.
- Die Sanierung des Hohenhofs. In: Karl-Ernst-Osthaus-Museum, Birgit Schulte (Hrsg.): Henry van de Velde in Hagen. Neuer Folkwang Verlag, Hagen 1992, ISBN 3-926242-11-6, S. 214–220 (mit: Sabine Teubner).
- mit Susanne Schunter-Kleemann: Fünfzig Jahre "Henry van de Velde Gesellschaft. In: Hagen Jahrbuch 2010, Ardenku Verlag, Hagen 2010, S. 145–154.
- Bericht über eine Pilotstudie zur städtebaulichen Entwicklung von Horn-Lehe West – Bremen. Hg.: Senator für das Bauwesen, Bremen 1977.